# 諸岡一羽
諸岡一羽（日語：、天文2年（1533年） - 文祿2年9月8日（1593年10月2日），姓氏也可譯作師岡，通稱平五郎，又名常成、一巴、一端。

## 生平
日本劍術一羽流的開山始祖，諸岡氏世代是常陸國信太庄江戶崎城土岐原氏的家臣，諸岡一羽自幼隨父親師岡常良學習香取神道流的劍法，後來出外展開武者修業之旅時又跟鹿島新當流始祖塚原卜傳學劍。在諸岡一羽結束修行之旅歸國後，便總結兩派之長，自創一羽流，被主家土岐原氏招為劍術師範。
但由於土岐原氏跟隨後北條氏，在豐臣秀吉發動小田原征伐消滅後北條氏時，依附豐臣家的佐竹義重伺機攻陷江戶崎城，使諸岡一羽失去領地下野，後來一度出仕蘆名盛重，又辭官下野開設道場教授劍術。
諸岡一羽晚年罹患麻風病（日文“癩風”，并不是中文的癲病常常被弄錯），門下弟子相繼求去，僅剩根岸兎角、岩間小熊跟土子土呂助三名弟子伺候，三人本立誓服侍諸岡一羽到終老，但根岸兎角卻私下逃離，並另創微塵流，岩間小熊跟土子土呂助深感痛恨，因此到諸岡一羽病故後，兩人抽籤，由岩間小熊去向根岸兎角挑戰，並將他打敗，使根岸兎角大失顏面，改名換姓避往西國，但岩間小熊後來也被根岸兔角的門人暗殺。

## 流派
- 一羽流

## 弟子
- 根岸兎角
- 岩間小熊
- 土子土呂助